# 11月7日
11月7日是阳历一年中的第311天（闰年第312天），离全年的结束还有54天。

## 大事记

### 17世纪以前
- 335年：罗马帝国主教亚他那修因“阻断埃及送往君士坦丁堡的谷物运输”罪名而被流放至日耳曼尼亚的特里尔。
- 680年：第六次世界主教会议于君士坦丁堡召开。
- 921年：西法兰克王国國王查理三世與東法蘭克王國國王亨利一世簽定了波恩協議。
- 1426年：蓝山起义军于崒洞祝洞之戰中击败明朝军队。
- 1504年：哥伦布最后一次返航西班牙。

### 17世紀
- 1631年：法国科学家、数学家皮埃尔·伽桑狄观测水星凌日，这是人类历史上第一次。
- 1659年：西班牙和法国达成比利牛斯條約。
- 1665年：英国现存最古老的报纸、英国政府机关报《伦敦公报》开始出版发行。

### 19世紀
- 1861年：南北战争的伯蒙特之役中，合众国将领格兰特率兵击退南方军。
- 1874年：大象首次成为美国共和党的标志。
- 1885年：加拿大太平洋鐵路在卑诗省的最后一段铁轨完工，成为加拿大首条横贯东西两岸的越洲铁路。
- 1893年：科罗拉多州举行关于妇女选举权的公投，之后成为第二个赋予妇女选举权的州。

### 20世紀
- 1910年：莱特兄弟将两匹絲綢从俄亥俄州代顿市送到105公里外的哥伦布市，完成历史上最早的商业空运。
- 1912年：中華民國北洋政府拒绝承认《俄蒙协约》。
- 1912年：柏林德意志歌劇院于夏洛滕堡区开放，第一天上映贝多芬的费德里奥。
- 1914年：第一次世界大战：駐守中国青岛的德军向日军投降。
- 1914年：美国《新共和》杂志第一期出版。
- 1916年：珍妮特·蘭金成为美国国会首位女性议员。
- 1917年：在阿芙乐尔号巡洋舰炮击俄罗斯临时政府所在地冬宫后，列宁领导的布尔什维克水兵向冬宫发动进攻，并于次日凌晨2点占领冬宫。
- 1918年：波兰共和国临时人民政府宣告成立。
- 1918年：库尔特·艾斯纳领导革命分子推翻了巴伐利亚的维特尔斯巴赫王朝。
- 1918年：萨摩亚发生瘟疫，7542人死亡，该国损失了20%的人口。
- 1929年：纽约现代艺术博物馆成立。
- 1931年：中國共產黨在江西省瑞金市成立中華蘇維埃共和國，並通過《中華蘇維埃共和國憲法大綱》。
- 1931年：新华社前身红色中华通讯社（简称“红通社”）成立。
- 1933年：菲奥雷洛·拉瓜迪亚当选第99任纽约市市长。
- 1934年：第一批被科學描述的簇藍鴉標本在墨西哥收集到。
- 1939年：中国抗日战争：晋察冀八路军与日军在河北涞源县黄土岭发生战斗，日军900人伤亡，此即黃土嶺戰鬥，亦称涞源战役。
- 1940年：美国华盛顿州塔科馬海峽吊橋第一代桥倒塌。
- 1941年：莫斯科保卫战期间，苏联在红场举行了十月革命阅兵仪式，苏军列队通过克里姆林宫后直接开往前线
- 1944年：富兰克林·罗斯福连任美国总统。
- 1948年：北京育英学校于河北省平山县西柏坡镇建立。
- 1954年：美国将一战停战日改为退伍军人节。
- 1972年：尼克松连任美国总统。
- 1973年：中華人民共和國政府放寬居民出境限制[1]。
- 1973年：美國國會推翻總統理查·尼克森的否決，通過戰爭權力決議，規定美國在海外用兵必須經過國會同意。
- 1975年：孟加拉国发生政变，一支武装分子将被软禁的陆军参谋长齊亞·拉赫曼解救出来。
- 1984年：中国法学家倪征𣋉当选国际法院法官。
- 1987年：突尼斯总理本·阿里宣布布尔吉巴因「健康原因」不适合再继续出任突尼斯总统，并宣布由他接任总统一职。
- 1987年：新加坡地鐵南北線楊厝港地鐵站至大巴窯地鐵站段正式通車營運，為新加坡地鐵首條通車路線。
- 1989年：英國查理斯王子與戴安娜王妃訪問香港，並為香港文化中心揭幕。
- 1989年：戴維·丁金斯成为首位非裔纽约市市长。
- 1990年：瑪麗·羅賓遜成为首位女性爱尔兰总统。
- 1991年：由於感染人類免疫缺陷病毒，洛杉磯湖人球員魔術強森宣布自NBA退役。
- 1992年：中華民國宣告金門、馬祖、東沙及南沙地區臨時戒嚴措施解嚴，取消戰地政務。
- 1993年：意大利比萨斜塔的维护工作初见成效，比萨斜塔停止了长达800年的缓慢倾斜趋势。
- 1996年：美国火星探测器“火星全球探勘者號”在佛罗里达州卡纳维拉尔角的航天中心发射成功。
- 2000年：乔治·W·布什当选成为第43任美国总统，但因佛羅里達州的選舉计票爭議，直到12月12日美國最高法院裁定禁止重新计票方確认選舉结果。
- 2000年：希拉里·克林顿当选成为美国参议院议员，为第一位获得美国公职的美国第一夫人。

### 21世紀
- 2001年：阿富汗战争，塔利班政权崩溃。
- 2004年：伊拉克临时政府宣布进入紧急状态，由美军前往费卢杰平定当地的叛乱。
- 2007年：芬兰图苏拉当地的高中校园发生枪击事件，凶手在枪杀8人之后自杀身亡。
- 2010年：缅甸在两年前通过新宪法后进行首次选举。
- 2015年：海峽兩岸分治之後的首次兩岸領導人會面。
- 2018年：第五届世界互联网大会于浙江省乌镇举行。
- 2020年：民主党候选人乔·拜登宣布击败共和党候选人唐纳德·特朗普，赢得2020年美国总统选举的胜利，成为第46任美国总统。

## 出生
- 前13年：景行天皇，日本第12代天皇（130年逝世）
- 630年：君士坦斯二世，東羅馬帝國皇帝（668年逝世）
- 1186年：窝阔台，成吉思汗第三子，第2代蒙古大汗，追尊元太宗（1241年逝世）
- 1317年：谢苗一世，莫斯科大公（1353年逝世）
- 1711年：劉綸，清朝政治人物（1773年逝世）
- 1728年：詹姆斯·庫克，英國皇家海軍軍官、航海家、探險家和製圖師（1779年逝世）
- 1832年：安德鲁·迪克森·怀特，美國康乃爾大學第一任校長、摩門教事物收藏家（1918年逝世）
- 1838年：維利耶·德·利爾-阿達姆，法國象徵主義作家、詩人、劇作家，「Android」一詞創用者（1889年逝世）
- 1855年：埃德溫·霍爾，美國物理學家（1938年逝世）
- 1867年：瑪麗·居里，波蘭裔法國籍女物理學家，1903年諾貝爾物理學獎及1911年諾貝爾化學獎得主（1934年逝世）
- 1878年：莉澤·邁特納，奥地利、瑞典原子物理學家、放射化學学家（1968年逝世）
- 1879年：列夫·托洛茨基，蘇聯紅軍之父、布爾什維克黨、第四國際領袖（1940年逝世）
- 1888年：涅斯托爾·馬赫諾，烏克蘭無政府主義革命者（1934年逝世）
- 1888年：錢德拉塞卡拉·拉曼，英屬印度物理学家，1930年諾貝爾物理學獎得主（1970年逝世）
- 1899年：難波大助，日本學生、共產主義者、革命家（1924年逝世）
- 1902年：米哈伊爾·蘇斯洛夫，蘇聯政治人物（1982年逝世）
- 1903年：康拉德·洛伦兹，奧地利動物學家、鳥類學家、動物心理學家，1973年諾貝爾生理學或醫學獎得主（1989年逝世）
- 1903年：陸小曼，中國近代女畫家（1965年逝世）
- 1905年：D·F·蘭杜，英國商人、怡和洋行大班、香港兩局議員（1970年逝世）
- 1911年：葛超智，美國歷史學者、外交官（1992年逝世）
- 1913年：阿爾貝·卡繆，法國小說家、哲學学家、戲劇家、評論家，1957年諾貝爾文學獎得主（1960年逝世）
- 1915年：陳辛仁，中國外交家（2005年逝世）
- 1918年：葛培理，美國基督教福音佈道家（2018年逝世）
- 1920年：徐光憲，中國物理化學家（2015年逝世）
- 1924年：任继周，中國草地农业科学家
- 1926年：，澳洲歌劇女高音，被譽為「世紀最佳嗓音」（2010年逝世）
- 1927年：蒙民偉，香港商人（2010年逝世）
- 1927年：山内溥，日本企業家，任天堂前總裁（2013年逝世）
- 1927年：萬哲先，中國數學家。（2023年逝世）
- 1929年：埃里克·坎德爾，奧地利裔美國哥倫比亞大學教授，2000年諾貝爾生理學或醫學獎得主
- 1936年：鄭振瑤，中國女演員（2023年逝世）
- 1939年：芭芭拉·利斯科夫，美國計算機科學家
- 1942年：寺田農，日本男演員、聲優（2024年逝世）
- 1942年：珍·詩琳普頓，英國超級名模
- 1942年：湯姆·彼得斯，美國管理學家，被稱為「商界教宗」
- 1943年：琼尼·米歇爾，加拿大音樂家、作詞者、畫家
- 1943年：迈克爾·斯彭斯，美國經濟學家，2001年諾貝爾經濟學獎得主
- 1943年：鮑里斯·格羅莫夫，俄羅斯陸軍上將、政治人物
- 1944年：路易吉·里瓦，義大利前足球運動員
- 1947年：福本豐，日本職棒盜壘王
- 1947年：大和田伸也，日本男演員、聲優、歌手
- 1947年：林明達，華裔泰國經理媒體集團董事長
- 1950年：琳賽·鄧肯，蘇格蘭舞台、電視、電影演員
- 1952年：大衛·霍威爾·彼得雷烏斯，美國中央情報局局長
- 1952年：莫迪博·西迪貝，馬里政治人物，前任馬里總理
- 1954年：海岩，中國作家、编剧編劇
- 1954年：卡茂爾·哈桑，印度男演員员
- 1956年：李天柱，台灣男演員
- 1958年：王立誠，臺灣旅日棋士
- 1959年：亞历山德拉·吉馬良斯，巴西裔哥斯大黎加足球教練
- 1961年：奧蘭多·梅卡度，波多黎各棒球員、教練
- 1963年：鄧建明，香港組组合太極樂隊成員
- 1963年：约翰·巴恩斯，牙買加裔英格蘭足球運動員、教練
- 1964年：李南星，新加坡男藝人
- 1964年：羅金榮，香港男歌手
- 1967年：焦恩俊，台灣男演員
- 1967年：伊集院光，日本搞笑藝人
- 1967年：大衛·庫塔，法國裔英國DJ
- 1969年：蘇姿丰，台裔美國人企業家，現任超微半導體（AMD）的CEO暨總裁
- 1969年：埃萊娜·格里莫，猶太裔法國女鋼琴家
- 1970年：摩根·史柏路克，美國獨立製片導演、電影劇本作家（2024年逝世）
- 1970年：馬克·羅塞特，瑞士職業網球運動員
- 1972年：黃立成，台灣歌手
- 1973年：金侖珍，韓國裔美國女演員
- 1973年：馬田·巴勒莫，阿根廷足球運動員
- 1974年：呂秉權，香港新聞從業員
- 1974年：基斯頓·高美斯，阿根廷足球運動員
- 1975年：田海蓉，中國演員员
- 1975年：波貝克·費爾多希，美國飛航工程師
- 1976年：李宗翰，中國男演員
- 1976年：常昊，中國九段職業圍棋手
- 1976年：馬克·菲利普西斯，澳洲職業網球運動員
- 1977年：亞恩·迪曼奇，法國電影導演
- 1977年：瑪麗亞·桑切斯·洛倫佐，西班牙職業網球運動員
- 1978年：長瀨智也，日本歌手、樂團主唱、演員、詞曲創作者，TOKIO成員
- 1978年：，英格蘭足球運動員
- 1978年：真·雲尼古·希斯寧基，荷蘭足球運動員
- 1979年：李沛旭，台灣演員
- 1979年：莉瑪·森，印度女演員
- 1980年：天野月，日本歌手
- 1981年：片瀨那奈，日本演员
- 1981年：內山理名，日本演员員
- 1981年：安努舒卡·謝蒂，印度女演員
- 1982年：張悦然，中國作家
- 1983年：亞當·迪凡，美國男演員、喜劇演員、歌手、製片人、編劇
- 1984年：岑寧兒，香港女歌手
- 1985年：梁佑嘉，香港女歌手
- 1985年：王凱蒂，台灣演員、主持人
- 1985年：Fuudo，日本職業電競選手
- 1988年：稻森美優，日本AV女優
- 1988年：泰尼·坦普，英國說唱歌手
- 1988年：亞歷山大·多爾戈波洛夫，烏克蘭職業網球運動員
- 1989年：藥家鑫，中國殺人犯（2011年逝世）
- 1989年：鄭璟昊，香港足球運動員
- 1989年：王承嫣，台灣女藝人
- 1989年：文文，加拿大華裔女歌手、演員
- 1990年：大衛·迪基亞，西班牙足球運動員
- 1990年：丹尼爾·艾耶拉，西班牙足球運動員
- 1991年：譚淇淇，香港女說唱家、模特兒、演員
- 1991年：菲利克斯·羅辛基斯，瑞典赛車手
- 1994年：飯窪春菜，日本女子偶像團體早安少女組成員
- 1994年：八炯，台灣網紅
- 1995年：陆柯燃，中國女子偶像團體THE9成員
- 1995年：夏居瑠奈，日本女演員
- 1995年：吉岡茉祐，日本女性聲優
- 1996年：洛德，新西蘭歌手
- 1997年：岡冈田奈奈，日本女子偶像團體AKB48成員
- 1997年：徐明浩，韓國男子偶像團體SEVENTEEN成員
- 1998年：才木浩人，日本職業棒球運動員
- 1998年：金弘中，韓國男子偶像團體ATEEZ成員
- 1999年：謝予容，台灣女子偶像團體PINK FUN成員
- 2002年：奧瑪里·瓊斯，美國男子拳擊運動員
- 2003年：申惟，韓國男子偶像團體TWS成員
- 生年不詳：大野智敬，日本男性聲優

## 逝世
- 691年：岑长倩，唐朝宰相（生年不详）
- 691年：格輔元，唐朝官员（生年不详）
- 927年：朱守殷，唐朝将领（生年不详）
- 1173年：高麗毅宗，高丽国第18代君主（1127年出生）
- 1497年：菲利波二世，萨伏依公爵（1438年出生）
- 1809年：保羅·桑德比，英国画家（1731年出生）
- 1825年：所羅門·P·夏普，美國政治人物，曾任肯塔基州聯邦眾議員（1787年出生）
- 1862年：巴哈杜爾·沙二世，莫卧儿王朝末代皇帝（1775年出生）
- 1872年：阿尔弗雷德·克莱布什，德国数学家（1833年出生）
- 1895年：陸皓東，中國革命家、青天白日旗設計者（1868年出生）
- 1901年：李鴻章，晚清政治家（1823年出生）
- 1919年：讓·馬里·安托萬·德拉內桑，法國政治人物、博物學家（1843年出生）
- 1930年：大木戶森右衛門，日本相撲力士，第23代橫綱（1876年出生）
- 1939年：阿部规秀，日本陆军将领（1887年出生）
- 1944年：克勞德·鮑斯-萊昂，英國貴族，第十四代斯特拉斯莫爾和金霍恩伯爵（1855年出生）
- 1944年：理查·佐爾格，苏联间谍，被日本处死，被追授苏联英雄头衔（1895年出生）
- 1960年：松村松年，日本昆蟲學家（1872年出生）
- 1962年：愛蓮娜·羅斯福，第32任美國總統富蘭克林·德拉諾·羅斯福妻子（1884年出生）
- 1963年：朱安达，印尼政治人物，第11任印尼總理（1911年出生）
- 1981年：威爾·杜蘭特，美國作家、歷史學家、哲學家（1885年出生）
- 1990年：薛岳，台湾歌手（1954年出生）
- 1992年：亞歷山大·杜布切克，捷克斯洛伐克政治家，捷克斯洛伐克共產黨第一書記（1921年出生）
- 1995年：安·邓纳姆，美国经济人类学家，奥巴马的母亲（1942年出生）
- 1997年：万籁鸣，中國动画艺术大师（1900年出生）
- 1998年：古斯塔夫·馬萊科，法國數學家（1911年出生）
- 2000年：英格丽德，丹麥王后、瑞典公主（1910年出生）
- 2004年：王均瑶，中国企业家（1966年出生）
- 2010年：孫大偉，台灣廣告製作人、作家（1951年出生）
- 2011年：喬·弗雷澤，美國男子拳擊運動員，前世界重量級拳擊冠軍（1944年出生）
- 2011年：隆之里俊英，日本相撲力士，第59代橫綱（1952年出生）
- 2015年：李乙雪，朝鲜人民军元帅和政治家 （1921年出生）
- 2016年：里奥纳德·科恩，加拿大歌手及作家（1934年出生）
- 2016年：珍妮特·雷诺，美國律師、政治人物，首位美國女性司法部長（1938年出生）
- 2017年：杨同彦（笔名杨天水），中国作家、异见人士，中国民主党苏皖党部筹组人（1961年出生）
- 2017年：洛伊·哈勒戴，美国棒球球员（1977年出生）
- 2021年：狄恩·史達威爾，美國電影、電視劇演員（1936年出生）
- 2023年：施敏，臺裔美國電機工程師（1936年出生）
- 2024年：呂志和，香港企業家、慈善家（1929年出生）

## 节假日和习俗
- 俄羅斯、 白俄羅斯、 ： 十月革命纪念日
- ：国家革命团结日
- 匈牙利：歌剧节
- 突尼西亞：纪念日
- ：憲法日
- 印度（那加兰邦）：定时祭